# Offener Güterwagen

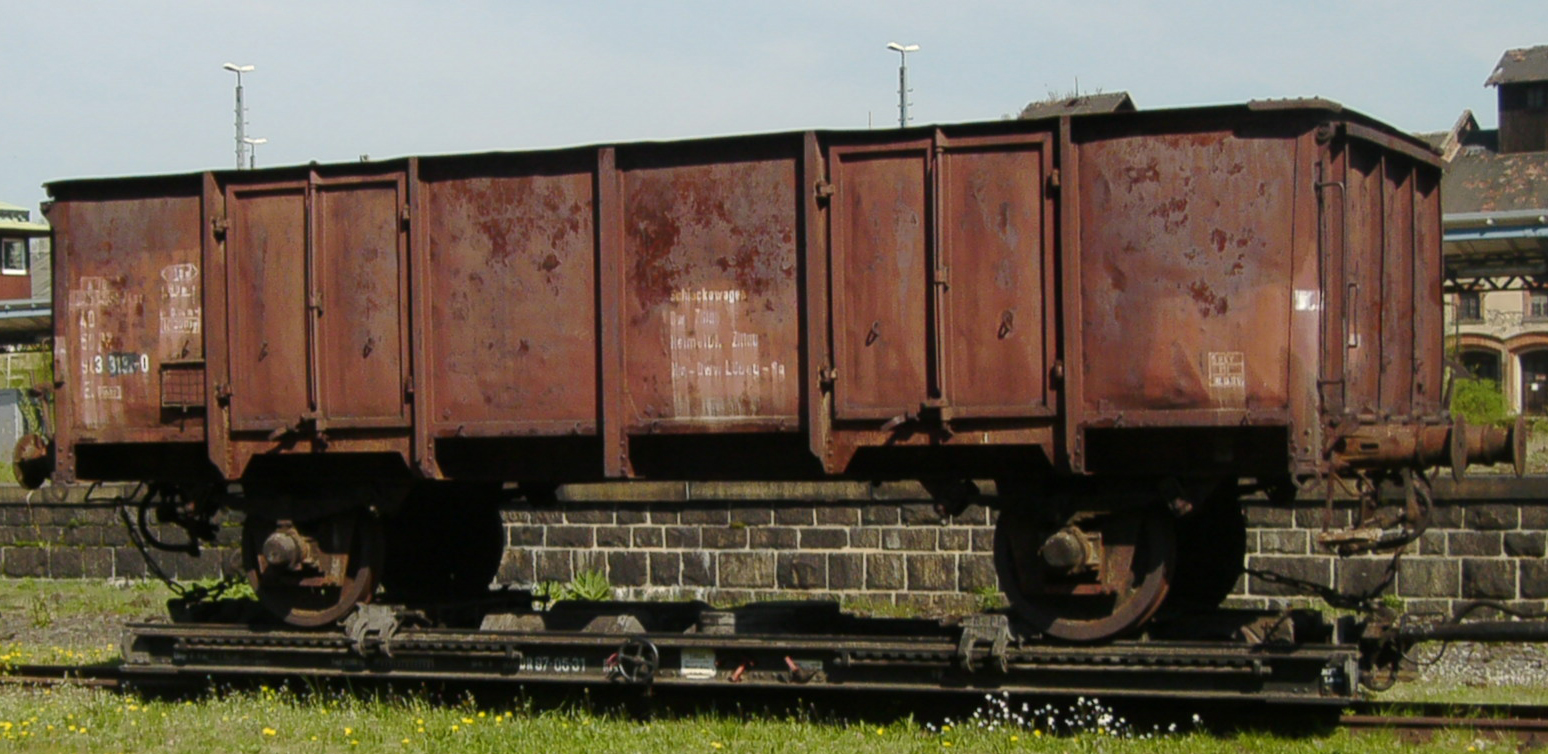
Offener Güterwagen der Gattung El ähnlich UIC-Bauart Typ 1 als Schlackewagen auf einem Rollwagen.

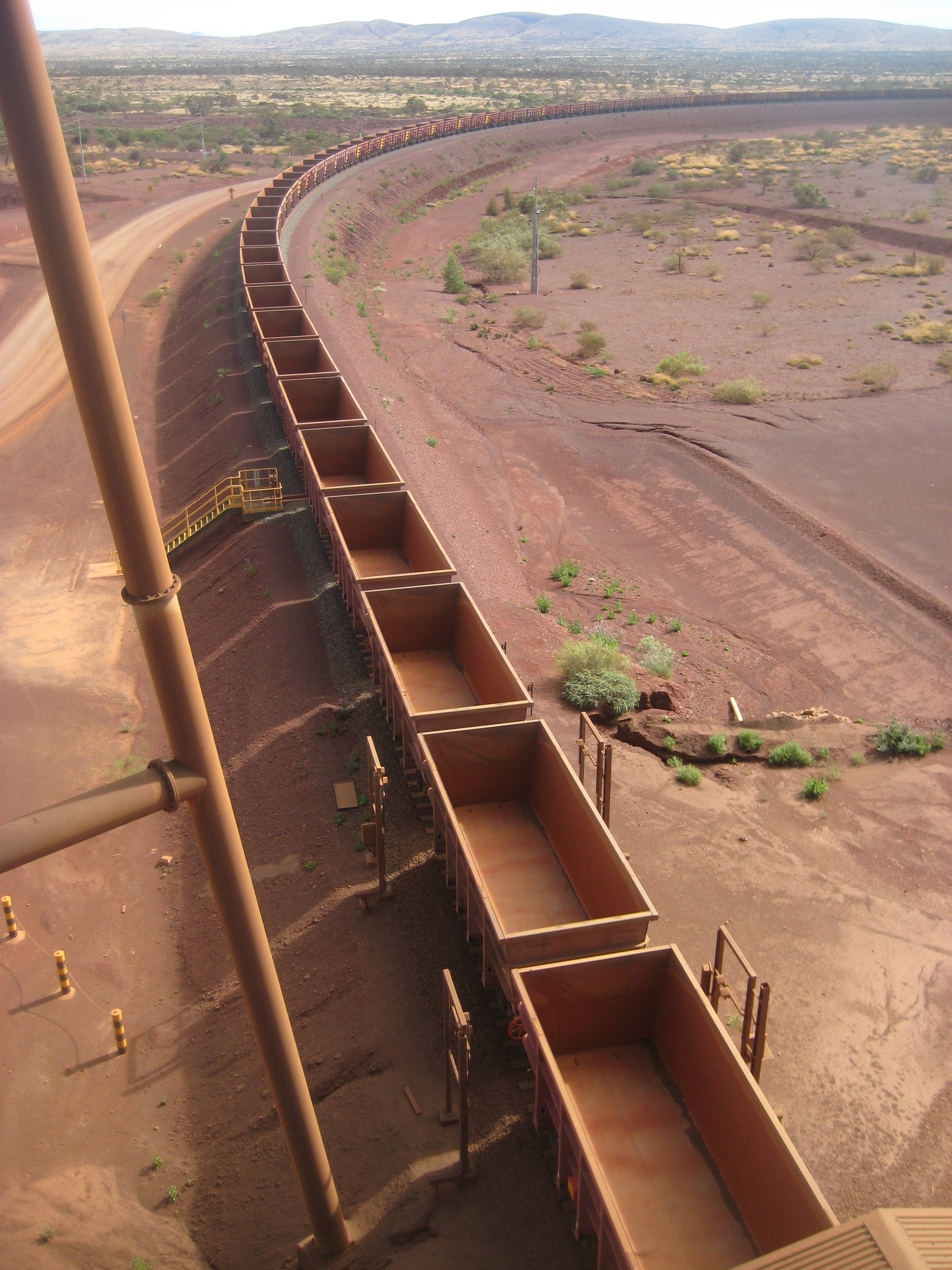
Leere Erzwagen bei der Brockman 4 Mine

Ein offener Güterwagen ist ein rundum geschlossener Eisenbahngüterwagen ohne Dach, der aber je nach Bauart über Seitentüren verfügt. Die offenen Güterwagen bilden eine große Gruppe von Güterwagen zum Transport von witterungsunempfindlichen Gütern meist als Stückgut oder Schüttgut.

## Einteilung in Deutschland
Bei der Deutschen Bahn machten 1998 die offenen Güterwagen knapp 40 % des Gesamtbestands an Güterwagen aus.
Offene Güterwagen werden auch als Hochbordwagen bezeichnet; im Unterschied zu Niederbordwagen mit niedrigen, teils klappbaren Seitenborden, die den Flachwagen zugerechnet werden.
Alle Güterwagen, die im internationalen Güterverkehr eingesetzt werden, müssen entsprechend den Richtlinien des Internationalen Eisenbahnverbands (UIC) seit 1968 unter anderem mit einem einheitlichen Gattungszeichen und einer Wagennummer gekennzeichnet sein. Dies gilt für alle Güterwagen der Mitglieder der UIC und der OSShD.
Offene Güterwagen werden seit 1964 eingeteilt in:
- offene Güterwagen der Regelbauart, mit dem Gattungsbuchstaben „E“ gekennzeichnet
- offene Güterwagen der Sonderbauart, mit dem Gattungsbuchstaben „F“ gekennzeichnet

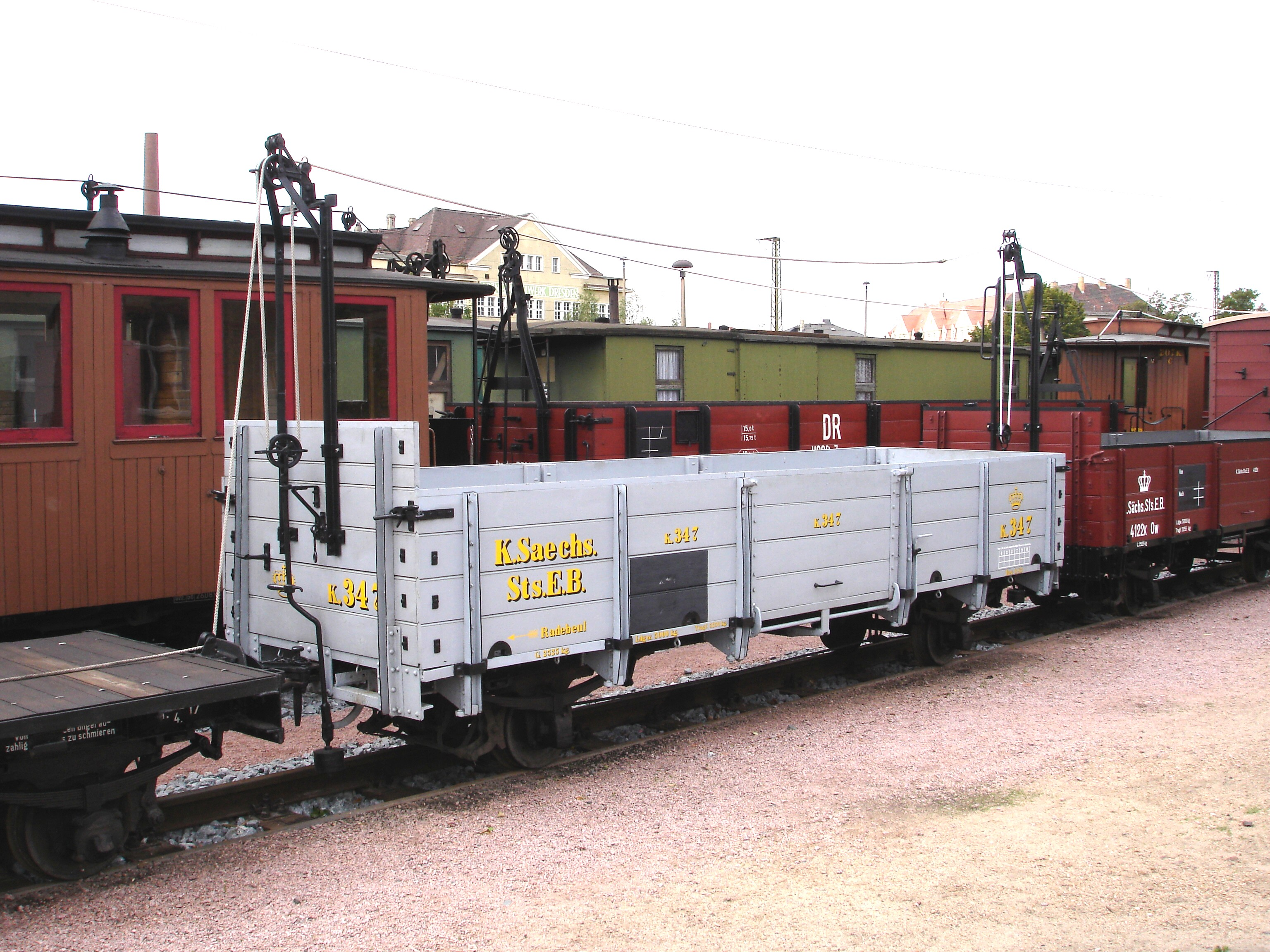
Historischer offener Güterwagen der sächsischen Schmalspurbahnen mit Heberleinbremse

Offene Güterwagen mit Wänden aus Holz oder Metall und seitlichen Türen werden seit über 150 Jahren stetig weiterentwickelt. Informationen zur Entwicklungsgeschichte der offenen Güterwagen in Deutschland finden sich in folgenden Artikeln:

Offener Güterwagen ТСВ6А für Torf, 750 mm

- Länderbahn-Güterwagen - Normalie (Eisenbahn)
- Güterwagen der Verbandsbauart
- Güterwagen der Austauschbauart
- Güterwagen der geschweißten Bauart
- Güterwagen der Kriegsbauart
- Güterwagen der Deutschen Reichsbahn
- Güterwagen der Deutschen Reichsbahn (1945–1993)
- Güterwagen der Deutschen Bundesbahn

## Einheitsgüterwagen des Internationalen Eisenbahnverbands (UIC)
Vom Internationalen Eisenbahnverband wurden in den 1950er Jahren standardisierte offene Güterwagen entwickelt. Die aufgestellten Entwürfe wurden in regelmäßigen Zusammenkünften bis zur Freigabe besprochen. Diese Entwicklung führte zur Vereinheitlichung der Hauptabmessungen der zukünftigen offenen Einheitsgüterwagen. Die Ergebnisse wurden in den nachfolgenden UIC-Merkblättern festgehalten, die für die Mitglieder der UIC verbindlich oder freiwillig angewendet werden konnten.
Die Baurichtlinien für offenen Güterwagen sind in den nachfolgenden Merkblättern zu finden:
- UIC 571-1 - Einheitsgüterwagen - Güterwagen der Regelbauart mit zwei Radsätzen
- UIC 571-2 - Einheitsgüterwagen - Drehgestellgüterwagen der Regelbauart
- UIC 571-3 - Einheitsgüterwagen - Güterwagen der Sonderbauart

Seit Ende 1977 werden Güterwagen Flachwagen die diesen Richtlinien teilweise entsprechen, mit der Anschrift „UIC“ gekennzeichnet. Jene, die vollständig den Merkblättern entsprechen und daher UIC-Standardwagen sind, erhalten die Anschrift „UIS St“.

## Offene Güterwagen der Regelbauart E

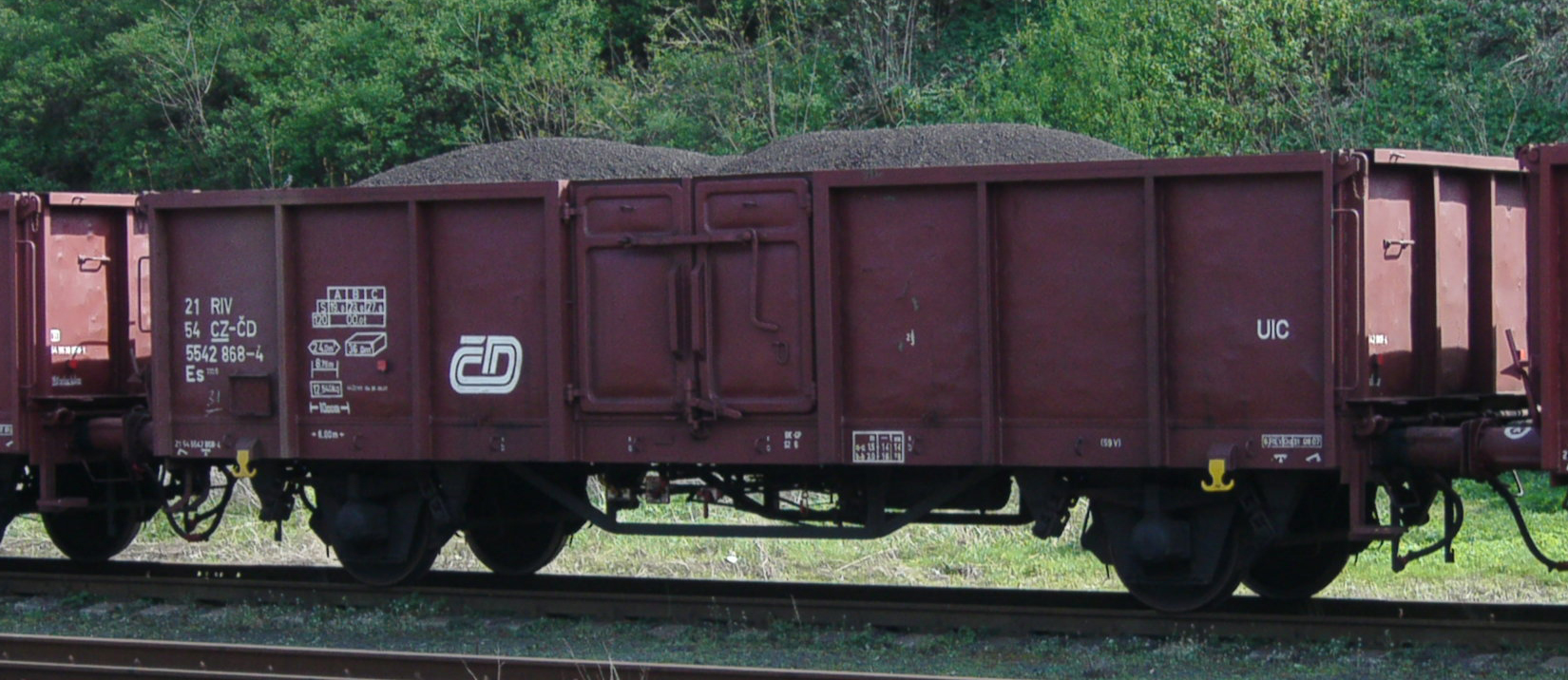
Offener Güterwagen der Gattung Es ähnlich UIC-Typ 2 der ČD in Raspenava

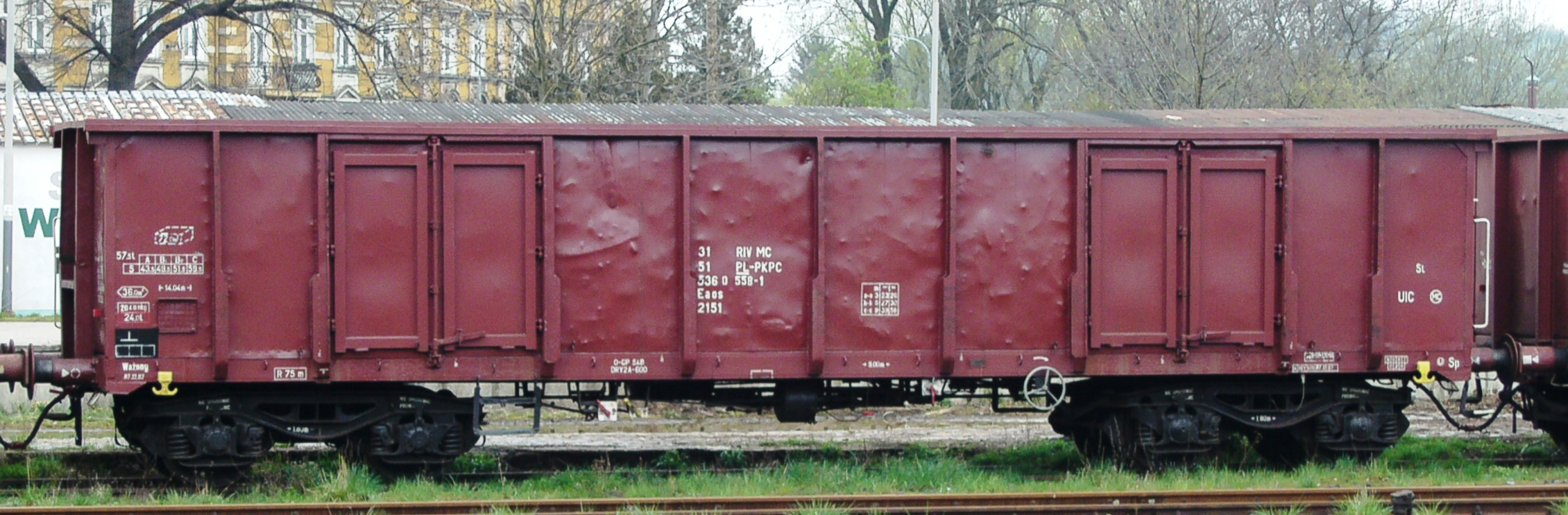
UIC-Standardwagen der Gattung Eaos der PKP in Lubań

Diese Wagen haben einen flachen Boden und feste Seitenwände (Borde) mit mindestens einer seitlichen Tür. Sie sind vor allem für die Beladung mit Schüttgut, Schrott, Stahl, Holz und Papier geeignet. Die meisten Wagen sind stirn- und seitenkippbar, andernfalls werden sie durch die Kennbuchstaben l (nicht seitenkippbar) bzw. o (nicht stirnkippbar) gekennzeichnet. Stirnkippbare Wagen sind mit Kopfklappen an einer oder beiden Stirnseiten ausgestattet.
An Ösen lassen sich Seile, Netze oder Wagendecken (Planen) zur Ladungssicherung anbringen.
Einige Wagen sind außerdem kreiselkippfähig, das heißt, sie können in entsprechenden Anlagen angehoben und durch Drehen in der Längsachse ausgekippt werden. Hierfür ist in erster Linie ein sehr stabiles Untergestell nötig. Diese Art der Entladung ist vor allem in den USA beim Transport von Schüttgut verbreitet, wobei dort die Wagen dank drehbaren Kupplungen nicht einzeln entkuppelt werden müssen.
Die meisten der seit den 1960er Jahren gebauten offenen Güterwagen der Regelbauart entsprechen ganz oder teilweise den Anforderungen der UIC-Merkblätter. Bemerkenswerterweise wurde bei der Standardisierung des offenen Güterwagens der Gattung Es durch den UIC zwei Typen entwickelt. Der Typ 1 wurde in Paris entwickelt und geht wie die meisten anderen Standardgüterwagen auf französische Typen zurück. Der Typ 2, welcher dem Bundesbahn-Zentralamt in Minden entstammt, entspricht fast exakt den deutschen Omm-Wagen.
|                   | UIC 571-1: Güterwagen mit zwei Radsätzen | UIC 571-1: Güterwagen mit zwei Radsätzen | UIC 571-2: Drehgestellgüterwagen vierachsig |
| Typ               | Typ 1 (französisch)                      | Typ 2 (deutsch)                          |                                             |
| Gattung           | Es                                       | Es                                       | Ea(o)s                                      |
| ----------------- | ---------------------------------------- | ---------------------------------------- | ------------------------------------------- |
| Achsstand         | 4,85 m                                   | 5,40 m                                   | –                                           |
| Drehzapfenabstand | –                                        | –                                        | 9,00 m                                      |
| Länge über Puffer | 9,04 m                                   | 10,00 m                                  | 14,04 m                                     |
| Ladelänge, mind.  | 7,79 m                                   | 8,76 m                                   | 12,71 m                                     |
| Ladefläche, etwa  | 22 m²                                    | 24 m²                                    | 35 m²                                       |
| Laderaum, etwa    | 36 m³                                    | 36 m³                                    | 71 m³                                       |
| Eigenmasse, max.  | …                                        | 12,5 t                                   | 22,0 t                                      |
| Türen pro Seite   | 2                                        | 1                                        | 2                                           |
| Türbreite         | …                                        | 1,80 m                                   | 1,80 m                                      |

Im Jahr 1998 verfügte die Deutsche Bahn über etwa 16 000 vierachsige Güterwagen der Gattung E. Die zweiachsigen Typen werden seit den 1990er Jahren zunehmend ausgemustert und sind kaum noch anzutreffen.

## Offene Güterwagen der Sonderbauart F

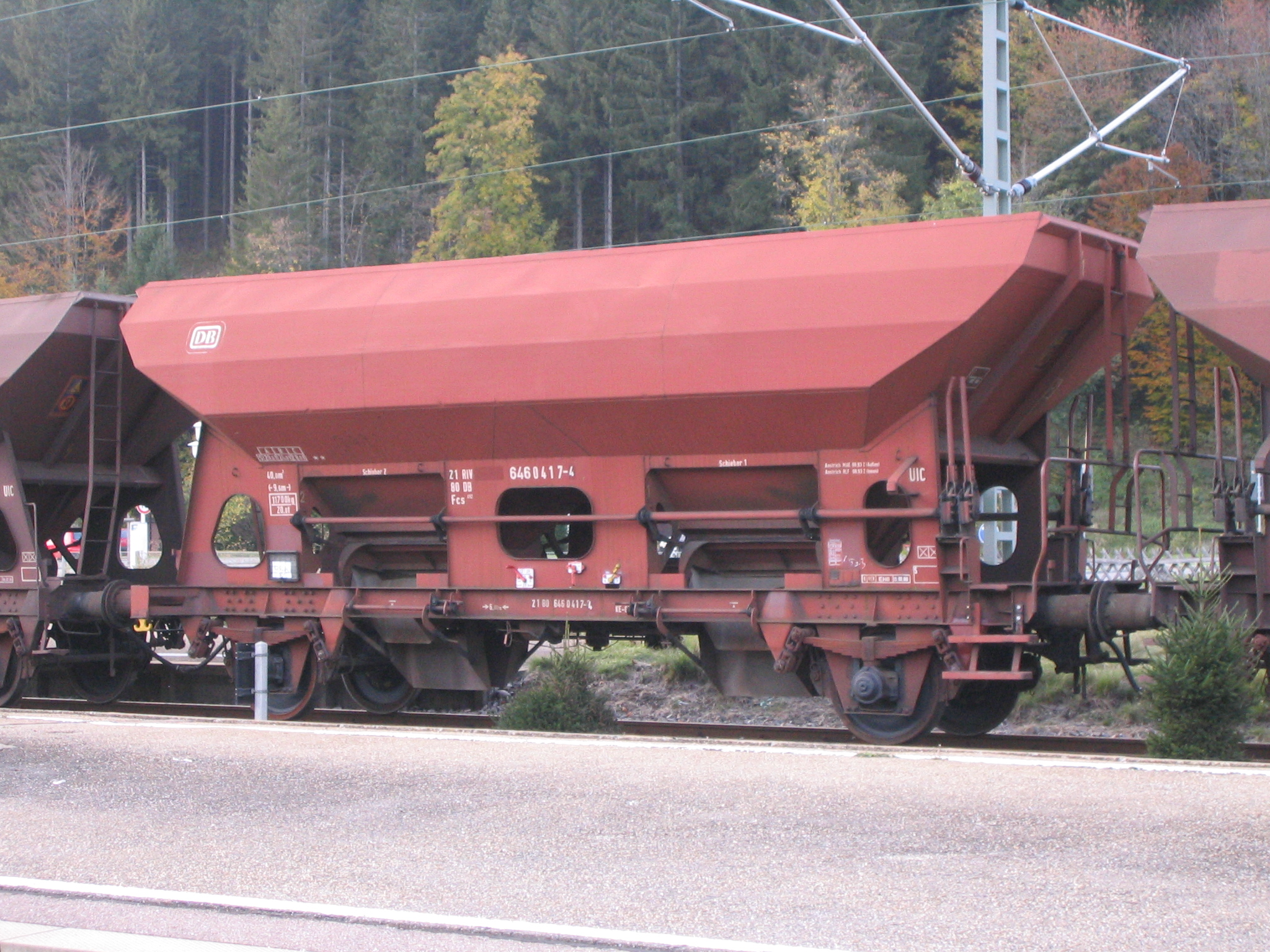
Trichterwagen Fcs^{092} der DB

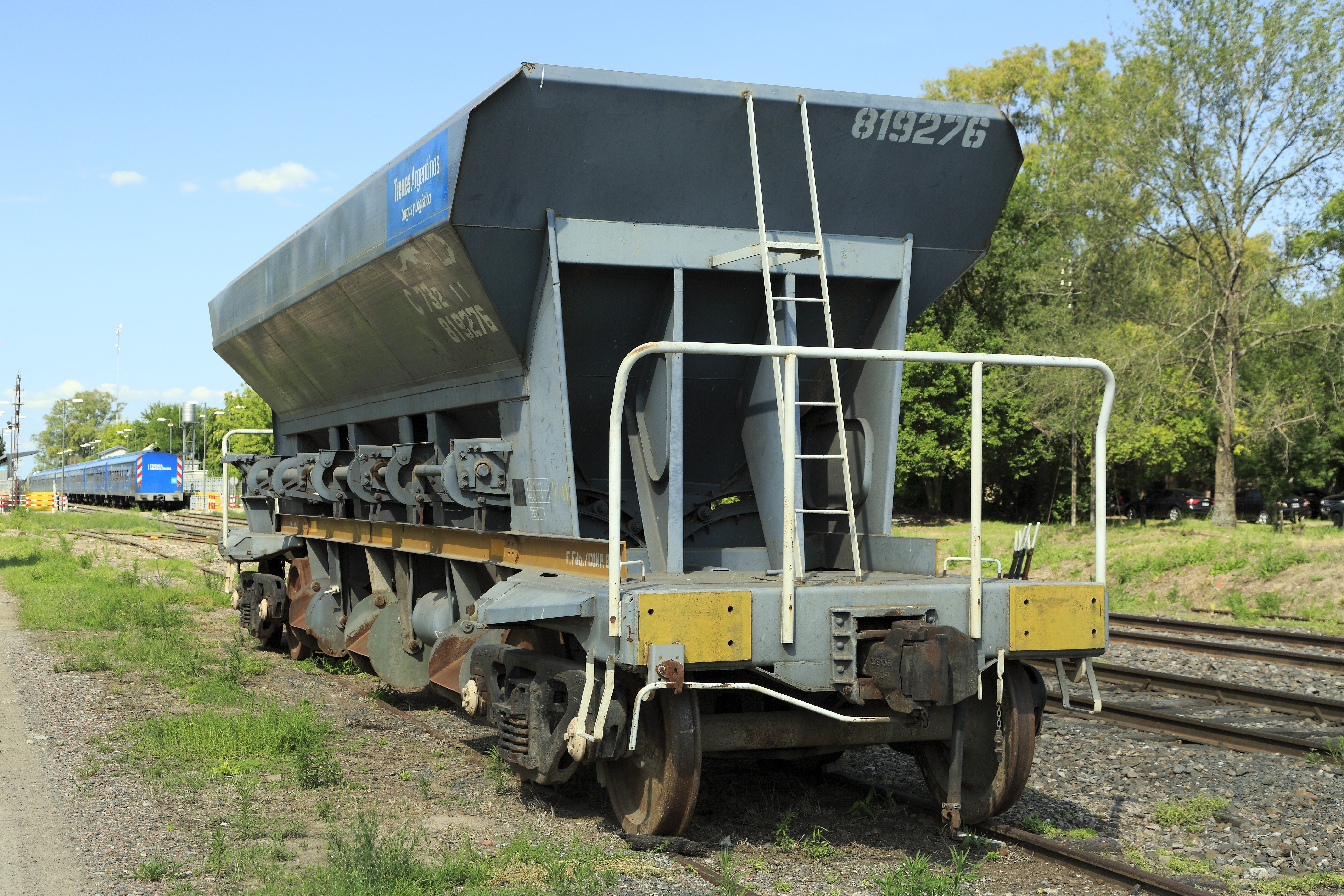
Argentinischer Trichterwagen für Gleisschotter

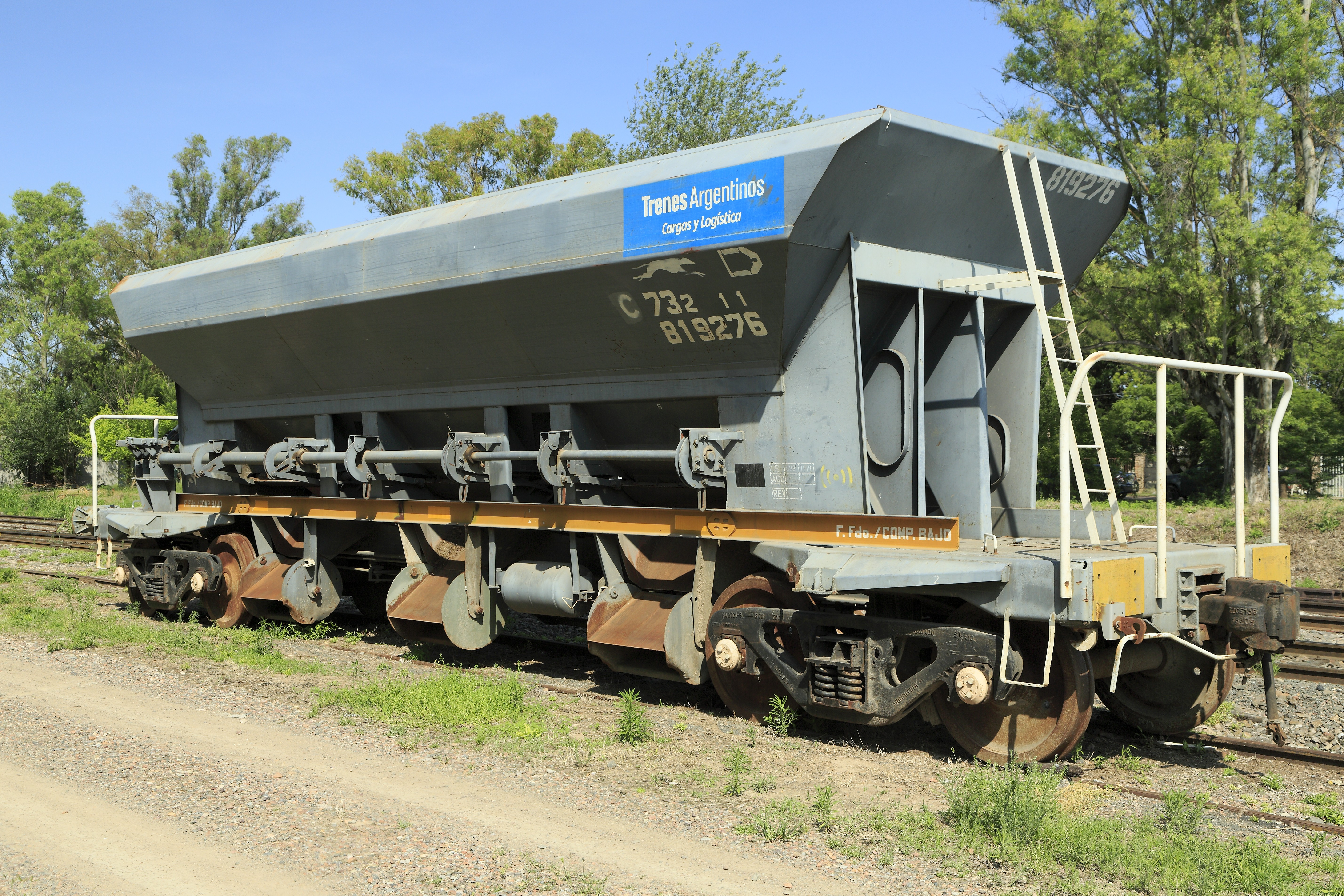
Dosierbarer Entladeeinrichtung am argentinischen Schotterwagen

Typische Transportgüter sind alle Arten von nässeunempfindlichenen Schüttgütern wie Kohle, Erz, Sand oder Kies. Da Schüttgüter oft in großen Mengen transportiert werden, werden diese Wagen häufig in Ganzzügen eingesetzt, die nur aus einer Wagengattung bestehen und nur eine Art Ladung von einem Versender direkt zu einem Empfänger transportieren.

### Offene Güterwagen mit Schwerkraftentladung
Selbstentladewagen können ohne Fremdenergie durch Schwerkraft in Tiefbunker entladen werden. Sie machen die große Mehrheit der offenen Güterwagen der Sonderbauart aus. Die Eigenschaften ihrer Entladevorrichtung werden durch dem Gattungsbuchstaben F nachgestellte Kennbuchstaben kodiert.
Diese die Bauart bezeichnenden Kennbuchstaben lauten:
- c …dosierbare Schwerkraftentladung, wahlweise zweiseitig, hochliegend (Entladekante ≥70 cm über SO)
- cc…dosierbare Schwerkraftentladung, wahlweise zweiseitig, tiefliegend (somit keine Entladung auf Fördereinrichtungen möglich)
- l …schlagartige Schwerkraftentladung, gleichzeitig zweiseitig, hochliegend (Entladekante ≥70 cm über SO)
- ll …schlagartige Schwerkraftentladung, gleichzeitig zweiseitig, tiefliegend (somit keine Entladung auf Fördereinrichtungen möglich)

Bezeichnend ist ferner die Form des Wagenbodens. In der Regel handelt es sich bei den Wagen mit dosierbarer Entladung um Trichterwagen, bei jenen mit schlagartiger Entladung um Sattelwagen. Im Jahr 1998 waren bei der DB etwa 12 000 Trichter- und 10 000 Sattelwagen vorhanden.
Beide Typen gibt es darüber hinaus auch als Wagen mit öffnungsfähigem Dach. Während die zweiachsigen Wagen seit den 1960ern zumeist den UIC-Vorgaben entsprechen (noch ältere sind etwa einen halben Meter kürzer), stellt die Standardform der vierachsigen Wagen nur eine Momentaufnahme der 1980er in einem stetigen Prozess immer größerer Längen dar.
|                   | UIC 571-3: Güterwagen der Sonderbauart | UIC 571-3: Güterwagen der Sonderbauart     | UIC 571-3: Güterwagen der Sonderbauart    |
| Bauart            | Zweiachsiger offener Trichterwagen     | Vierachsiger offener Sattelwagen ohne Dach | Vierachsiger offener Sattelwagen mit Dach |
| Gattung           | Fcs                                    | Fals                                       | Talns                                     |
| ----------------- | -------------------------------------- | ------------------------------------------ | ----------------------------------------- |
| Achsstand         | 6,00 m                                 | –                                          | –                                         |
| Drehzapfenabstand | –                                      | 7,50 m                                     | 7,5 m                                     |
| Länge über Puffer | 9,64 m                                 | 12,54 m                                    | 12,54 m                                   |
| Laderaum, etwa    | 40 m³                                  | 75 m³                                      | 71,5 m³                                   |
| Eigenmasse, max.  | 13,0 t                                 | 25,0 t                                     | 25,5 t                                    |

#### Trichterwagen

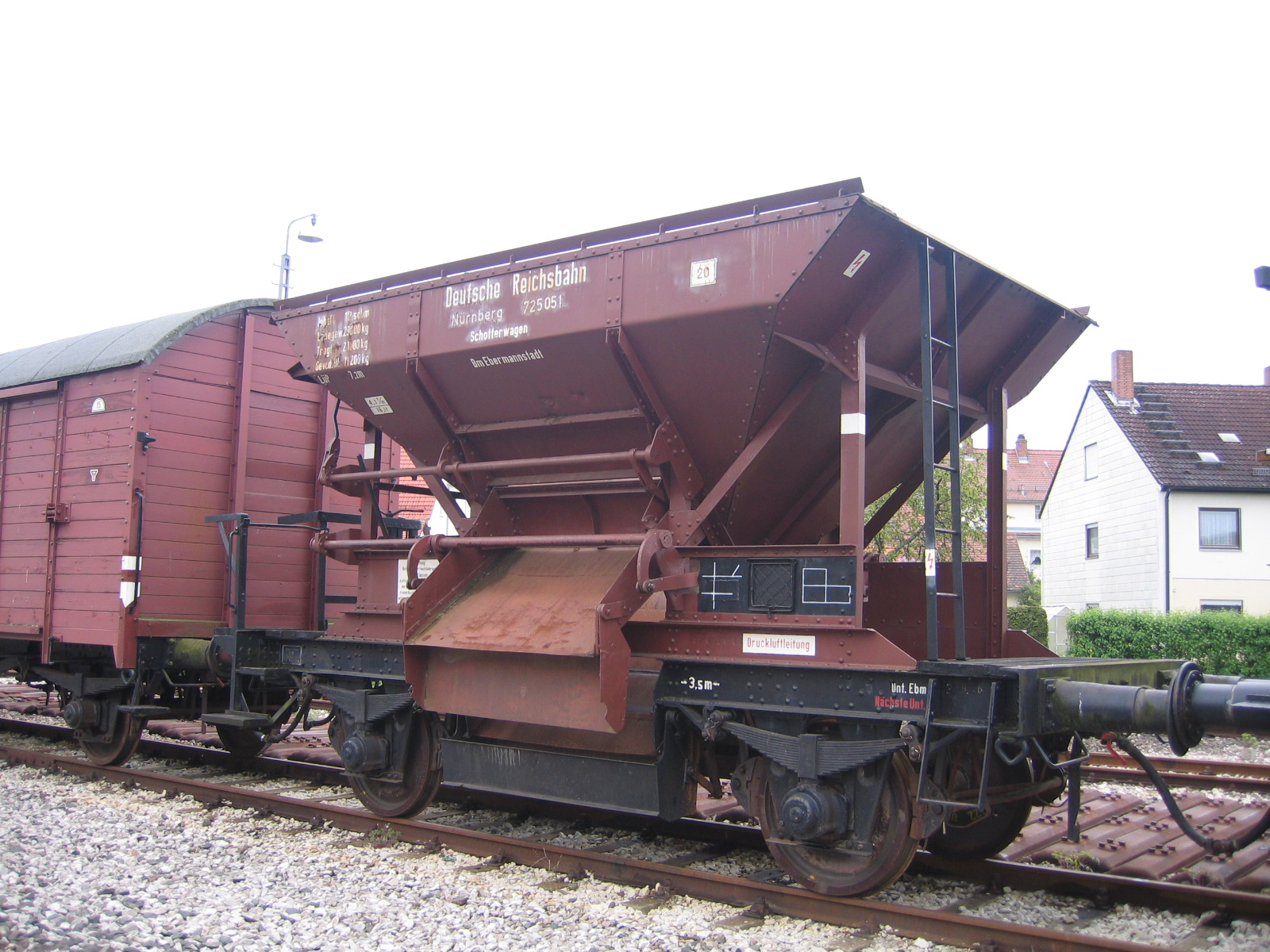
Talbot-Schotterwagen

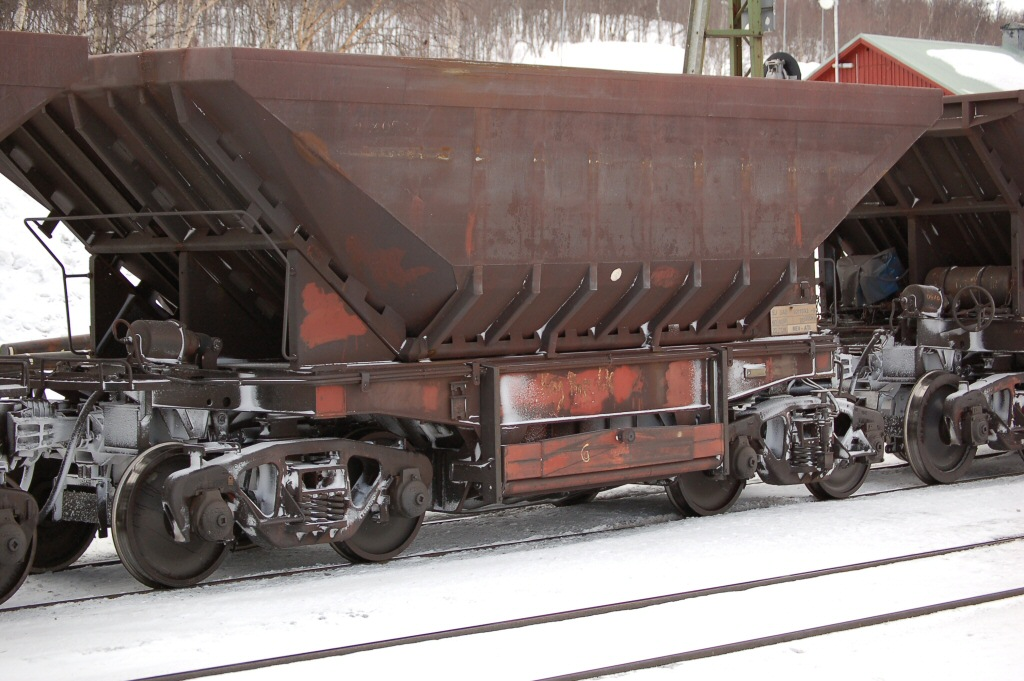
Trichterwagen Uad für Eisenerz der schwedischen Erzbahn

Wagen mit trichterförmigem Wagenboden nutzte die Bahn zunächst nur als Dienstgüterwagen zum Einschottern der Gleise. Maßgeblich an deren Entwicklung beteiligt war die Waggonfabrik Talbot, die diese Bauart 1891 zum Patent angemeldet hatte, weswegen diese älteren Bauarten häufig als Talbot-Schotterwagen bezeichnet werden.
Seit der zweiten Hälfte des 20. Jahrhunderts werden Trichterwagen für schüttbare Güter aller Art eingesetzt. Durch die Möglichkeit der dosierten Entladung an jedem Ort sind die Wagen freizügig einsetzbar und finden auch im Einzelwagenverkehr Verwendung. Bei der Mehrzahl lassen sich über hohe (mehr als 70 cm über Schienenoberkante endende) Auslaufrutschen Fließbänder oder Förderbänder auf Schienen- bzw. Straßenniveau füllen.
Für den Transport von Fertigbeton, der bei Bauarbeiten wie der Elektrifizierung für die Herstellung der Fundamente der Oberleitungsmasten in Ortbetonbauweise verwendet wird, wurden ab Mitte der 1960er Jahre zum Teil spezielle Trichterwagen eingesetzt. Diese Wagen waren in der Lage, den Beton mit Hilfe eines zur Entladeeinrichtung gehörenden Förderbandes direkt in die Baugrube zu befördern. Das Förderband war mit einem Rollendrehkranz unter dem Trichter befestigt, so dass das Förderband nach beiden Seiten geschwenkt werden konnte. Die Energieversorgung des Förderbandes erfolgte über ein Stromaggregat, das sich auf der vorderen Plattform des Wagens befand.
Herausragend aufgrund seiner Häufigkeit ist der zwischen 1962 und 1972 in 16 260 Exemplaren gebaute Fcs090 der DB. Seit den 1990er Jahren geht der Trend für diese Wagenart von den zweiachsigen Wagen hin zu Drehgestellwagen.
Einige Trichterwagen-Bauarten sind in der Gattung U zu finden. Dazu gehören geschlossene Trichterwagen mit Ladeklappen für nässeempfindliche Güter oder Trichterwagen, die nicht frei Verwendbar sind, wie die auf der schwedischen Erzbahn eingesetzten Trichterwagen, die eine spezielle Entladeeinrichtung benötigen.

#### Sattelwagen

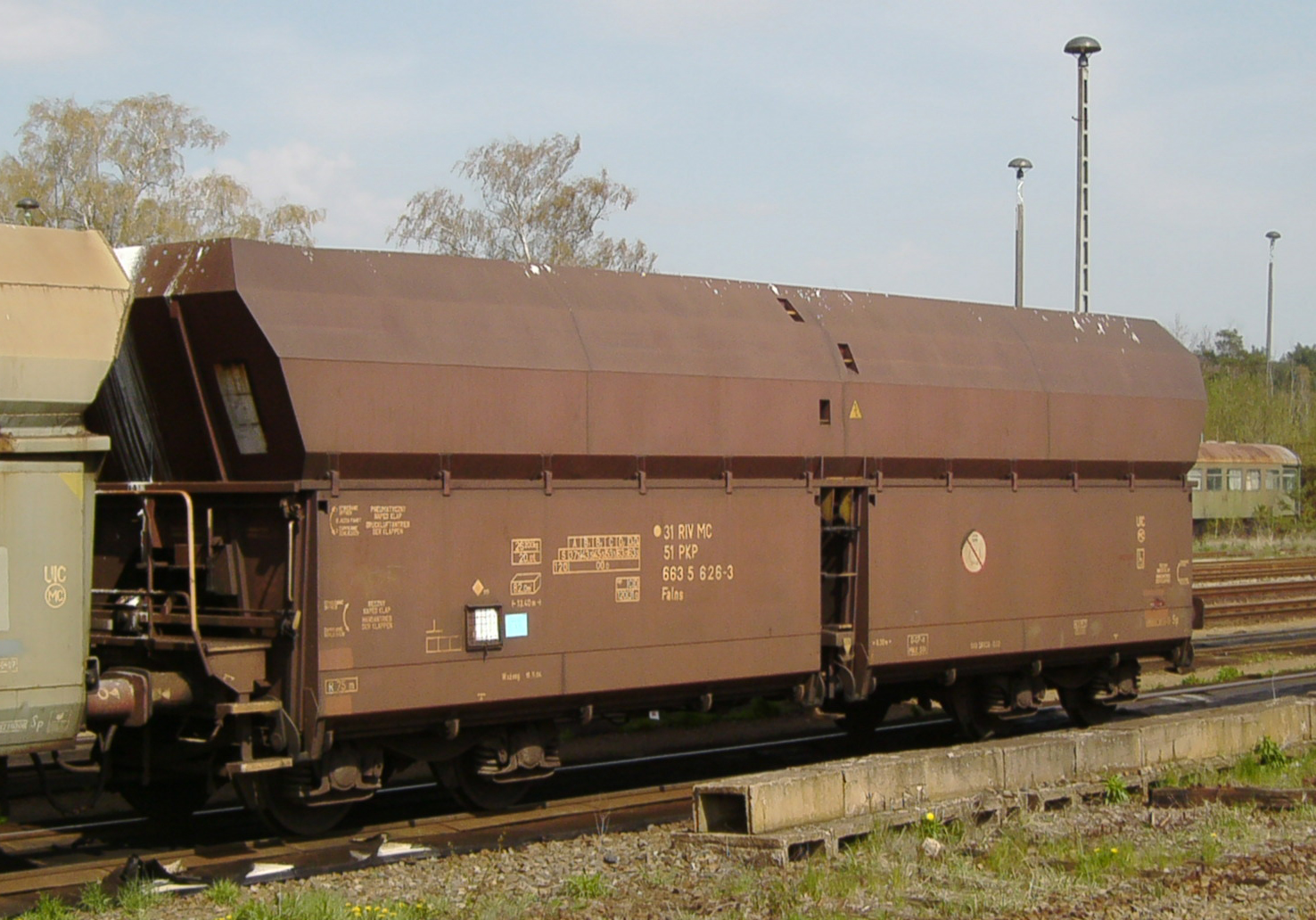
Falns: Vierachsiger Sattelwagen der PKP mit 82 m³ Laderaum in Horka

Als Sattelwagen, auch Großraumselbstentladewagen genannt, werden Schüttgutwagen mit Längssattel und großen Seitenklappen bezeichnet. Im Unterschied zu den Trichterwagen ist keine dosierte, sondern nur eine schlagartige Entladung möglich. Der Boden fällt wie bei einem Satteldach zu beiden Seiten hin ab, die Entladeöffnung ist meist beidseits hochliegend. Die Wagen werden hauptsächlich in Ganzzügen für den Massentransport von Kohle oder Erz von Bergwerken oder Häfen zu Hüttenbetrieben oder Kraftwerken verwendet. Der Bunker, in den der Zug wagenweise entleert wird, muss entsprechend aufnahmefähig sein.
Nach einigen Versuchen beschaffte die Deutsche Reichsbahn in den 1920er Jahren erstmals vierachsige Güterwagen mit seitlichen Selbstentladeeinrichtungen für den Transport von Massengütern wie Kohle und Koks. Gegenüber den bis dahin ausschließlich für den Kohletransport eingesetzten offenen zweiachsigen Güterwagen der Bauarten O (15 t Ladegewicht) und Om (20 t Ladegewicht) wurde die Fahrzeugbegrenzungslinie besser ausgenutzt, wodurch das Ladegewicht auf 60 t und das Metergewicht auf 8 t/m erhöht werden konnte. Dadurch konnten die Zuglängen verkürzt werden. Bis 1932 wurden 822 Güterwagen beschafft, die in 35 Zügen bzw. Wagengruppen verkehrten.
Es wurden Sattelwagen mit zwei, vier und sechs Radsätzen beschafft, sowie mit und ohne Dach. Die Seitenklappen werden entweder durch einen sogenannten Zweipunkt- oder einen Vielpunktverschluss gesichert. Beim Zweipunktverschluss (auch Lenkerstangenverschluss genannt) werden die Klappen über an beiden Klappenstirnseiten angreifende Lenkerstangen geöffnet bzw. geschlossen, die von einer in Wagenlängsmitte angeordneten zentralen Verschlusswelle angetrieben werden. Die Klappen müssen sehr biegesteif ausgeführt sein, um eine ausreichende Dichtheit zu gewährleisten. Beim Vielpunktverschluss (auch Daumenwellenverschluss genannt) drücken auf einer Verschlusswelle angeordnete Haken im geschlossenen Zustand die Seitenklappen gegen die Sattelabrutschkante. Dadurch können leichtere Klappen verwendet werden.

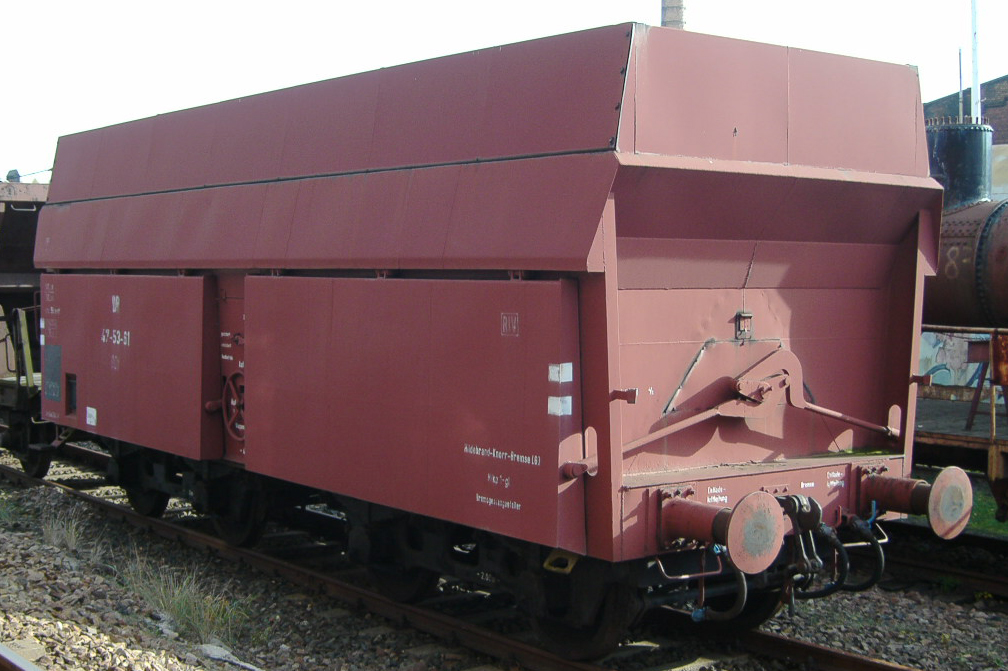
Sattelwagen mit Zweipunktverschluss
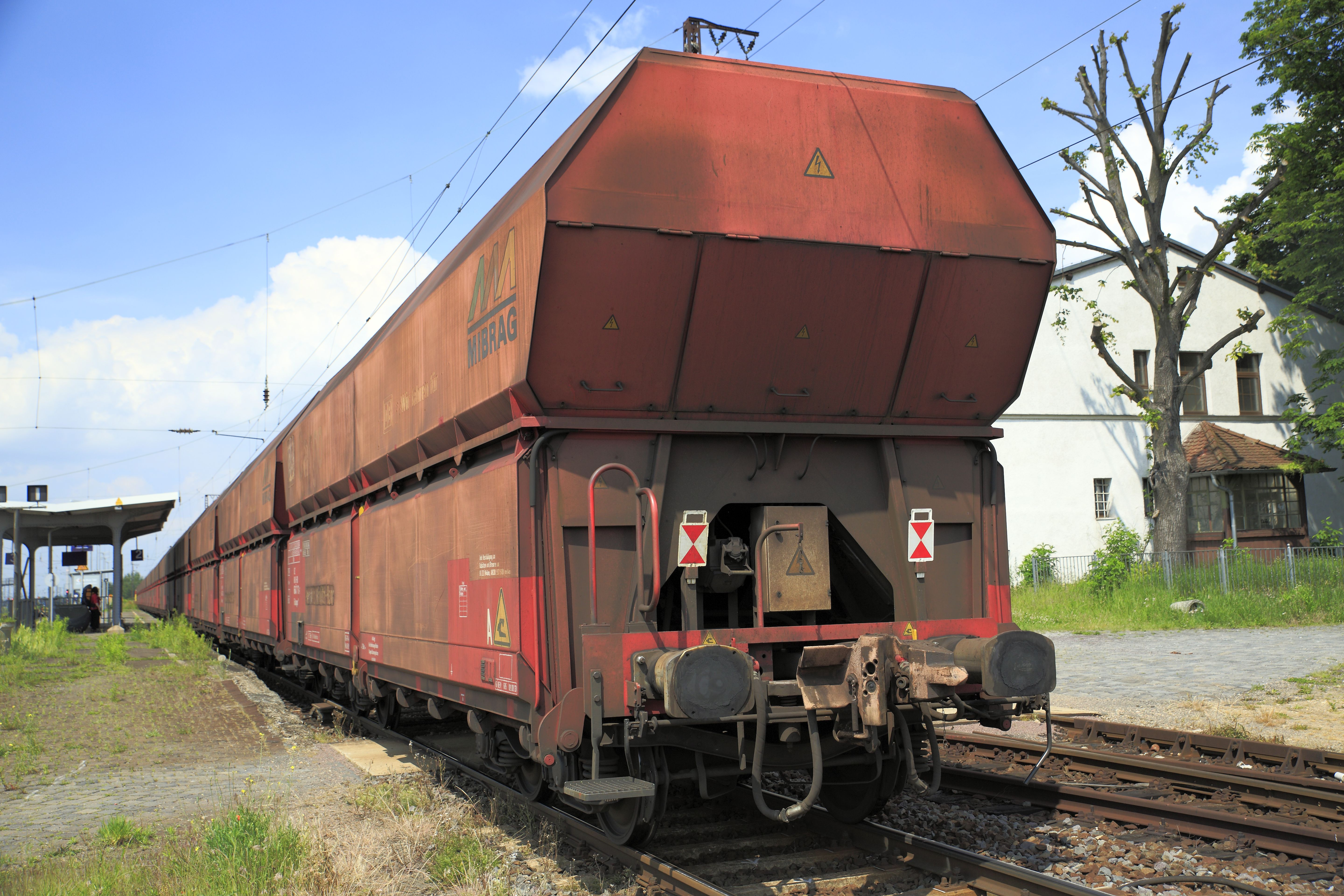
Sattelwagen mit Vielpunktverschluss

Die Energie zum Öffnen und Schließen der Seitenklappe wird entweder von außen zugeführt oder ist in jedem Wagen gespeichert. Die Energiezufuhr von außen kann durch eine Bedienungsperson, eine mechanische Einrichtung, eine ortsfeste Energieversorgungsanlage, ein im Zug mitgeführtes besonderes Aggregat oder von der Lokomotive auf den Wagen übertragen werden. Wagen mit Energiespeicher sind energieautark und können daher an jedem geeigneten Ort bedient werden.
Bei der Betätigung der Seitenklappen kann zwischen mechanischen, hydraulischen und pneumatischen Systemen unterschieden werden. Bei mechanischen Betätigungssystemen wird die Verschlusswelle über ein Getriebe mittels eines Handrades auf der Wagenbühne und/oder einer maschinellen Einrichtung betätigt. Bei hydraulischen Betätigungssystemen erfolgt die Betätigung der Verschlusswelle durch Hydraulikzylinder oder hydraulische Drehantriebe. Die Steuerung der hydraulischen Systeme erfolgt entweder manuell von der Seite und/oder von der Bühne aus, über eine zusätzliche Magnetsteuerung in Verbindung mit am Bunker fest installierten Elektromagneten oder über eine zusätzliche Funksteuerung. Bei pneumatischen Betätigungssystemen erfolgt die Betätigung der Verschlusswellen durch Pneumatikzylinder. Die erforderliche Druckluft kann über die Hauptluftbehälterleitung durch die Lokomotive bereitgestellt werden.
Ein moderner vierachsiger Sattelwagen ist der vierachsige Falns 121 mit 90 m³ Laderaum der DB. Er wurde ab 1992 in mehreren Serien gebaut. Bis Februar 2008 sollten weitere 100, bis 2010 nochmals 300 dieser Fahrzeuge an die DB geliefert werden. Diese neuesten Wagen haben ein Leergewicht von höchstens 24,5 t, woraus sich für eine Achslast von 22,5 t (Streckenklasse D) eine Lastgrenze von 65,5 t ergibt. Sie werden hauptsächlich für den Transport von (Stein-)Kohle zur Versorgung von Kraft- und Hüttenwerken eingesetzt. Wegen der in der Kohle enthaltenen Salze werden einige stark beanspruchte Teile des Trichters aus Edelstahl gefertigt und der gesamte Trichter mit einer dicken Epoxidschicht beschichtet. Durch diese Korrosionsschutzmaßnahmen konnten die Blechdicken und damit die Leermasse reduziert werden. Somit konnte im Vergleich zur Vorgängerserie trotz einem höheren Ladevolumen eine geringere Leermasse gewährleistet werden. Im Vergleich zu den früheren rostvernarbten Oberflächen der Vorgängerserien haften weniger Ladegutreste an der glatten Trichteroberfläche.
Als Alternative zum klassischen Sattelwagen etabliert sich seit den 2020er Jahren der RockTainer ORE von Innofreight als alternatives Fahrzeugkonzept. Der volumen- und gewichtsoptimierte Aufbau eignet sich für Schüttgüter mit einer Schüttdichte >1000 kg/m³, z. B. Erz, und verfügt über ein Ladevolumen von 45 m³, verteilt auf zwei Kammern. Die Entladung über einen Tiefbunker erfolgt mit vier pneumatisch schwenkbare Klappen. Die erforderliche Druckluft wird über die Hauptluftbehälterleitung vom Triebfahrzeug bereitgestellt. Der Aufbau verfügt über 30-Fuß-Eckbeschläge eines ISO-Containers und kann auf die entsprechenden Containerzapfen gesetzt werden. Jeweils zwei RockTainer ORE sind auf einem achtachsigen Doppel-Flachwagen, dem sogenannten InnoWaggon, verladen. Zusätzlich wird der Aufbau mit vier Längsanschlagkonsolen auf dem Wagen gesichert. Pro Doppelwagen ist eine Zuladung von 138,5 t bei Streckenklasse D möglich. Eingesetzt werden die Wagen bei den ÖBB, der DB Cargo sowie der ČD.

### Seitenkippbare Wagen

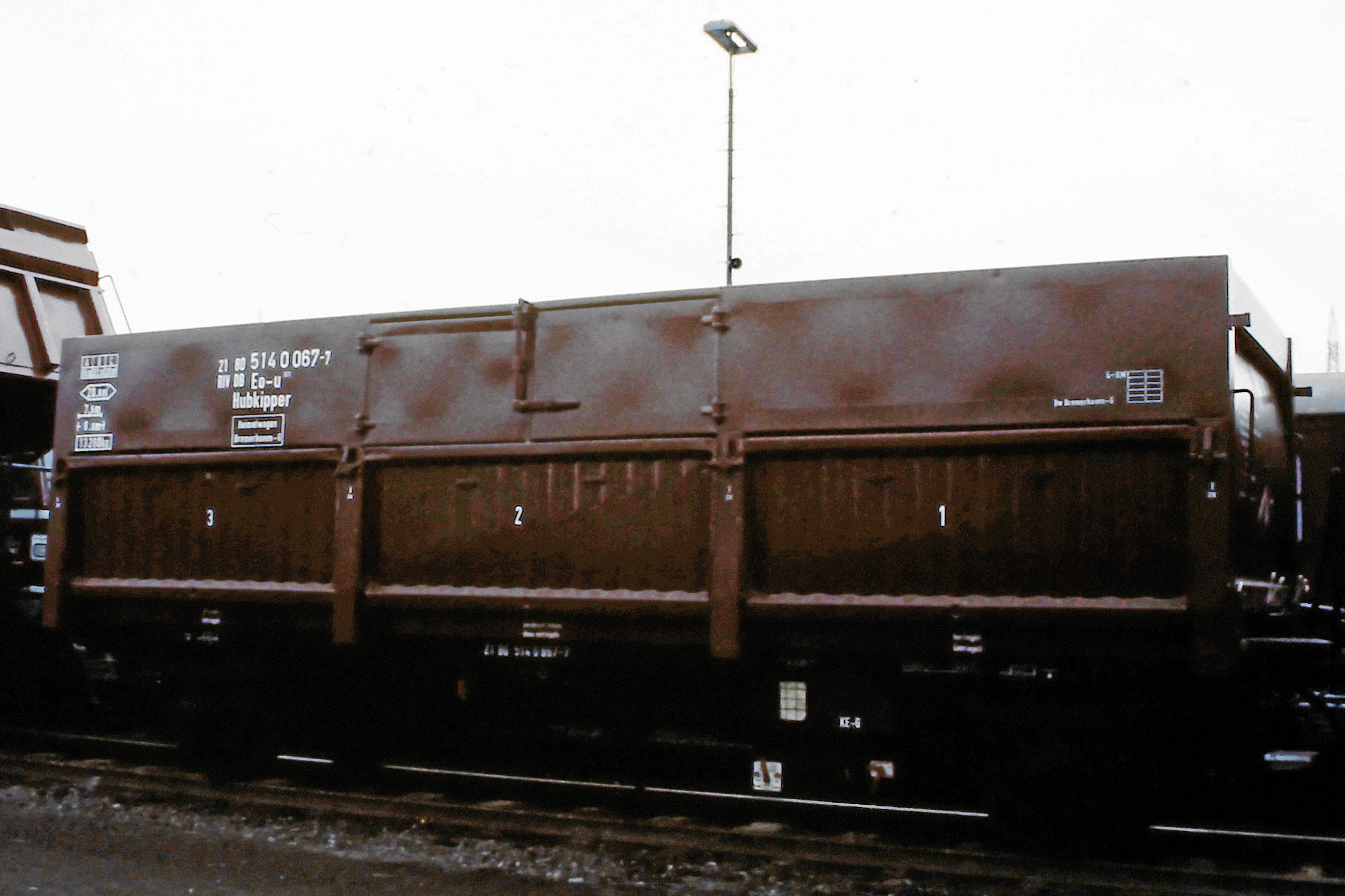
Hubkippwagen Eo-u^{071}

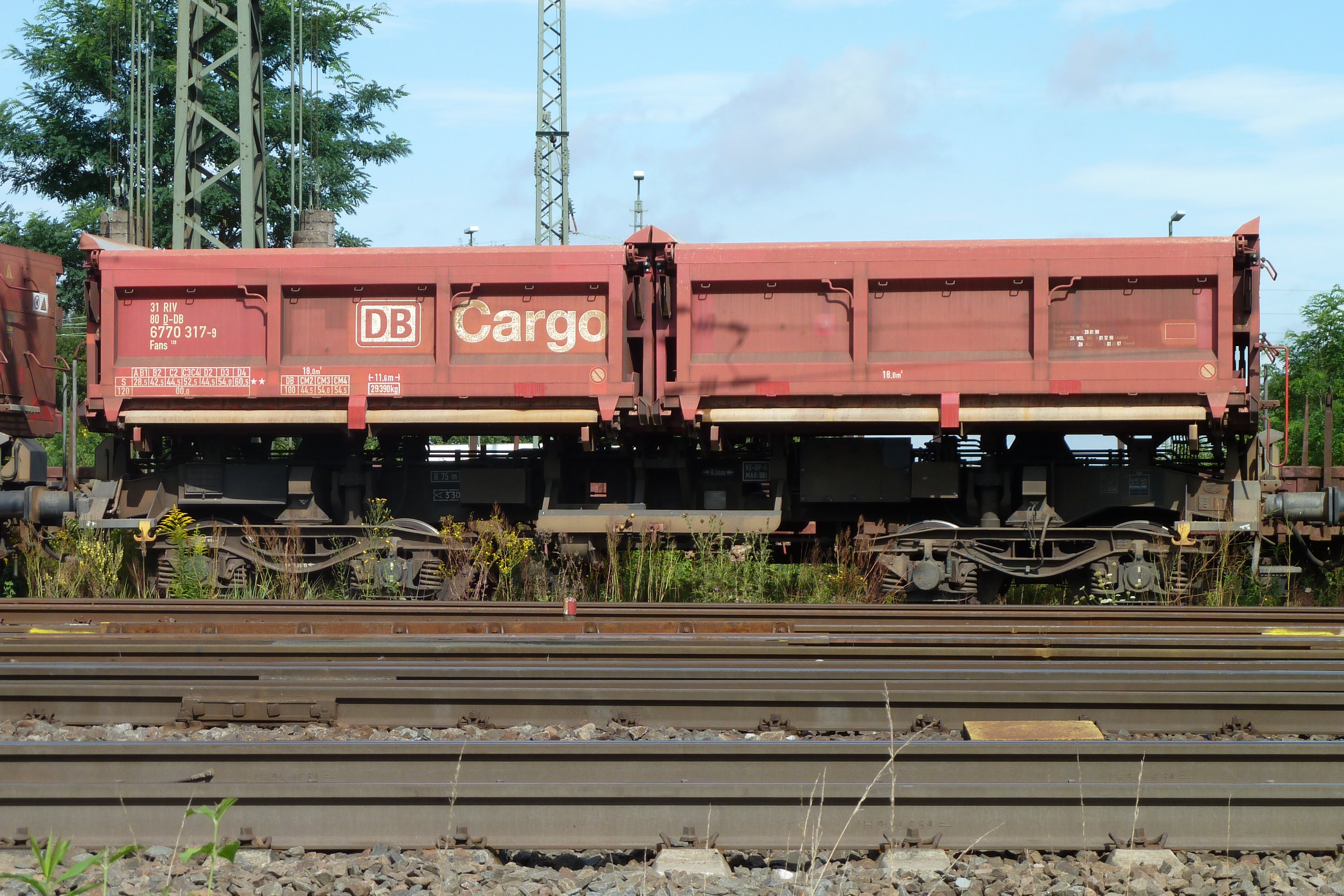
Fans 128

Seitenkippbare Wagen (auch Schüttgutkippwagen (SGKW) genannt) haben eine hydraulische, pneumatische oder elektrische Kippeinrichtung, die es erlaubt, den Wagenkasten einseitig anzuheben. Die ersten hydraulischen Hubkippwagen wurden 1955 geliefert. Insgesamt wurden davon 70 Exemplare gebaut. Sie wurden bis 1963 als Ommu56 und ab 1. Januar 1964 als Eo-u071 sowie ab 1. Januar 1980 als Emo-u071 geführt. Die Abmessungen lehnten sich an den standardisierten offenen UIC-Typ 2 an. Ein weiterer hydraulische Hubkippwagen wurde 1960 geliefert. Er wurde bis 1963 als Ommu01 und ab 1. Januar 1964 als Eo-u072 geführt. Er wurde 1970 ausgemustert. Seine Abmessungen entsprachen denen des offenen standardisierten UIC-Wagens. Bei diesen Wagen befanden sich an jeder Längsseite drei Klappen sowie eine zweiflügelige Tür.
Heute werden vierachsige Wagen (Fas126, Fakks127 und Fans128) eingesetzt. Die Typen Fas126 und Fans128 wurden bei Forschungs- und Entwicklungswerk Blankenburg (FEW) in Blankenburg (Harz) entwickelt. Je nach Bauart ist ein beidseitiges oder auch nur ein einseitiges Kippen möglich. Um ein Umkippen des Wagens während des Kippvorgangs zu verhindern, sind einige mit Schienenzangen ausgerüstet, mit welchen der Rahmen am Gleisrost gesichert werden kann. Die Wagen werden unter anderem in Ganzzügen im Aushubverkehr von Großbaustellen eingesetzt. Im Jahr 1998 waren bei der DB etwa 1000 seitenkippbare Wagen vorhanden. Ein typisches Einsatzgebiet von Einseitenkippwagen ist der Abraumtransport im Bergbau insbesondere in Tagebauen. Vorteilhaft ist der gegenüber Zweiseitenkippwagen einfachere Aufbau. In vielen Bergbaurevieren wurde der Abraumtransport allerdings auf Bandanlagen umgestellt.

### Sonstige offene Güterwagen der Sonderbauart
- Kübelwagen
- Fb(s), offener Wagen mit hohen Seitenwänden
- F(a)(s), offene Wagen mit ebenem Wagenboden ohne Seitentüren (oder nur mit Servicetüre)

Die Bedeutung dieser drei Wagentypen ist inzwischen fast bis auf null zurückgegangen.